# Louis Moholo

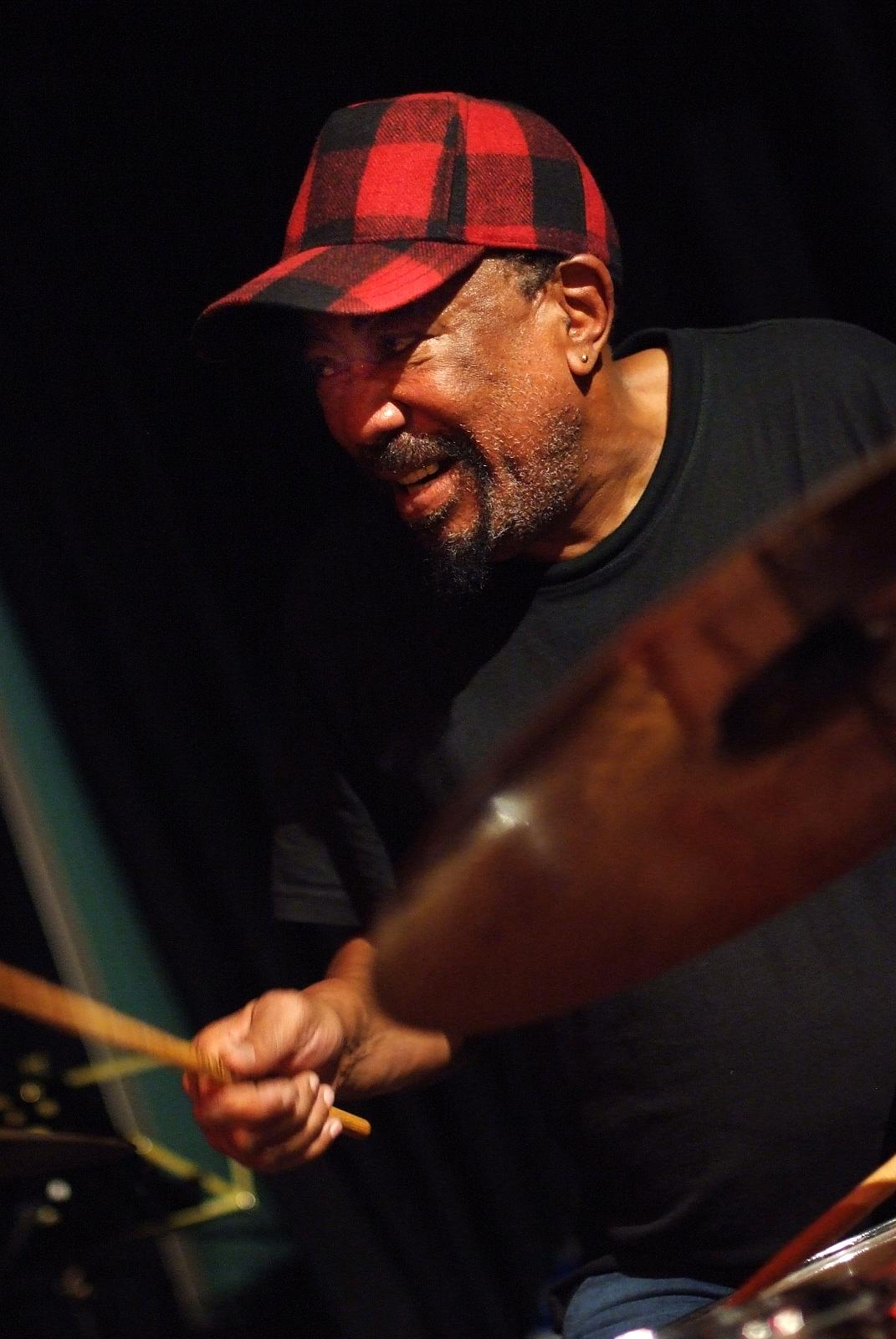
Louis Moholo (2008)

Louis Tebugo Moholo (* 10. März 1940 in Kapstadt; † 13. Juni 2025 ebendort; auch Louis Moholo-Moholo) war ein südafrikanischer Jazz-Schlagzeuger.

## Leben
Moholo spielte zunächst in den späten 1950er Jahren bei Early Mabuza, den Chordettes und dann bis 1963 bei Ronnie Beers The Swinging City Six. Mit den Jazz Ambassadors um Cups Nkanuka trat er 1962 auf dem Cold Castle National Jazz Festival auf. Als Mitglied der von Pianist Chris McGregor gegründeten The Blue Notes emigrierte er mit dieser Band anlässlich des Jazzfestivals von Antibes 1964 nach Europa. Nach einem Aufenthalt in Zürich ließen sich die Musiker in London nieder. Gemeinsam mit Johnny Dyani, Mongezi Feza, Dudu Pukwana und Chris McGregor inspirierte er die englische Jazz-Szene. Er war Mitglied von McGregors einflussreicher Free Jazz Big Band Brotherhood of Breath und der Gruppe Spear von Dudu Pukwana.
Moholo ging 1971 noch einmal kurzzeitig nach Südafrika und stellte dort die erste Ausgabe seiner Spirits Rejoice zusammen. Später gründete er die Gruppe Viva-La-Black und später The Dedication Orchestra, das die Traditionen der Brotherhood of Breath weiter pflegte. Sein erstes Album unter eigenem Namen war Spirits Rejoice (Ogun Records, 1978), das als klassisches Beispiel einer geglückten Zusammenarbeit von britischen und südafrikanischen Jazzsolisten gilt und neben Kompositionen von ihm und anderen Bandmitgliedern auch Todd Matshikizas Wedding Hymn (aus dem Musical King Kong) sowie Fezas You Ain’t Gonna Know Me ’Cos You Think You Know Me enthält. In den frühen 1970er Jahren war er auch Mitglied der Afro-Rock-Band Assagai.

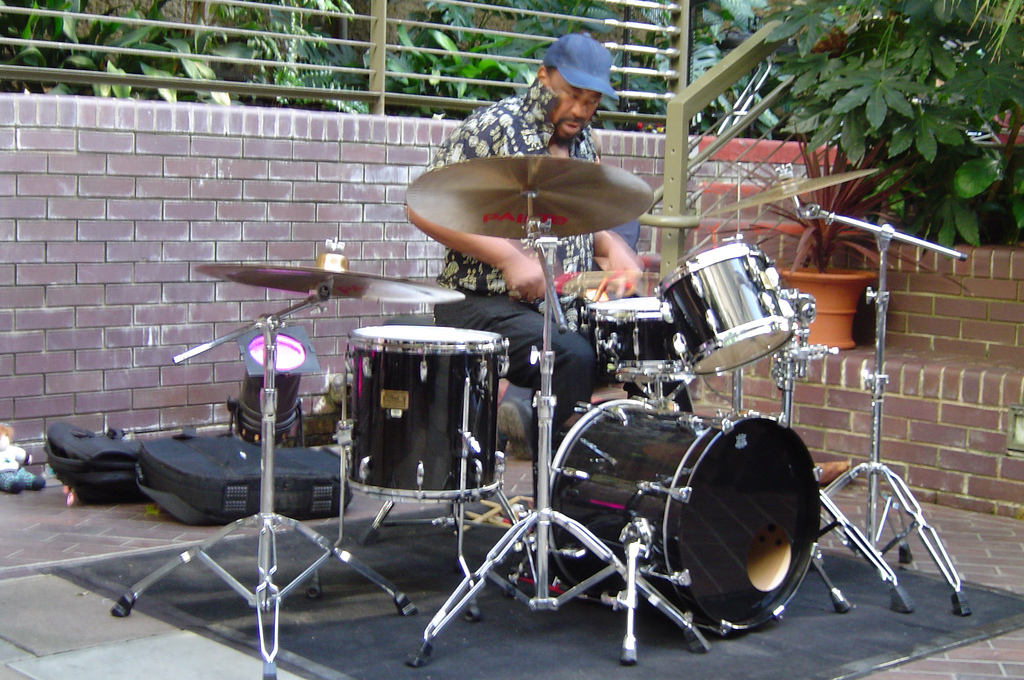
Louis Moholo (Jazz Britannia Barbican, 2005)

Moholo hat mit vielen Musikern aus dem Bereich des freien Jazz und der improvisierten Musik gespielt, zunächst mit Steve Lacy und Roswell Rudd, dann lange Jahre im Trio von Mike Osborne und mit Irène Schweizer und Rüdiger Carl, anschließend mit Peter Brötzmann und Harry Miller. Immer wieder spielte er daneben mit Evan Parker (Foxes Fox, 1999), Derek Bailey, Keith Tippett/Larry Stabbins (Tern), Elton Dean, aber auch mit Misha Mengelberg, Tristan Honsinger, Curtis Clarke, Sean Bergin sowie mit John Tchicai und auf dem Kirchentag in Frankfurt am Main mit dem Merseburger Domorganisten Hans-Günther Wauer. Die auch auf CD festgehaltene Zusammenarbeit mit Cecil Taylor hat sich nicht verstetigt. Zeitweilig leitete er mit The Dedication Orchestra eine Bigband, die dem südafrikanischen Jazz verpflichtet war.
In den letzten Jahren trat er häufig unter dem Namen Louis Moholo-Moholo auf (Sesotho moholo = groß, alt; moholo-moholo = sehr groß, sehr alt). Im September 2005 kehrte Moholo aus dem Exil nach Südafrika zurück und lebte wieder in Kapstadt, wo er inzwischen eine eigene Bigband (Hear our Heart’s Vibrations) aufgebaut hatte. 2010 spielte er in den USA mit Dennis González (Cape of Storms). Zu hören ist er auch auf Karl Evangelistas Album Apura! (2020).

## Diskographische Hinweise
- Spirits Rejoice! (Ogun, 1978)

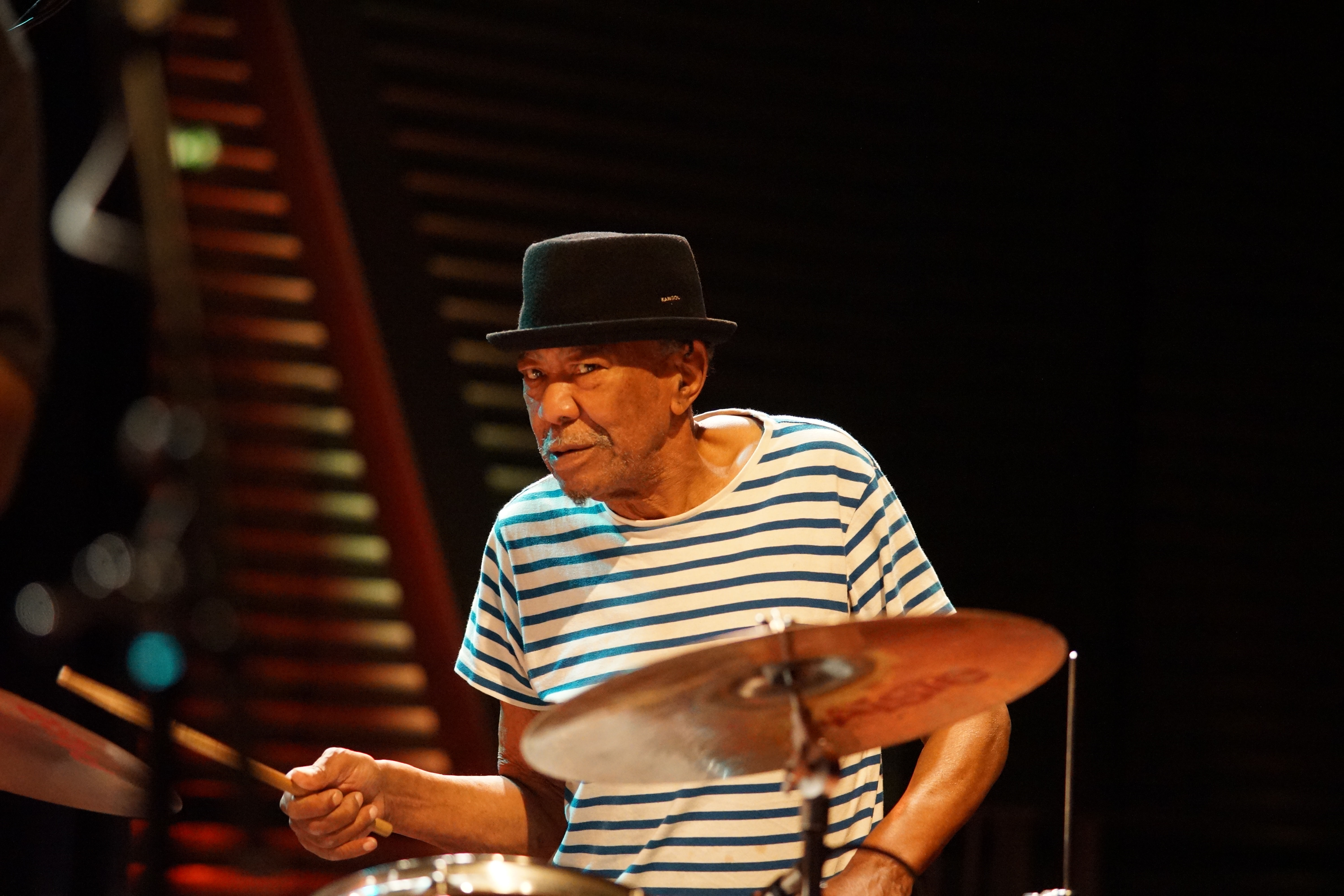
Louis Moholo (2019)

- Louis Moholo, Larry Stabbins & Keith Tippett: Tern (FMP, 1983)
- Irène Schweizer & Louis Moholo (Intakt, 1986)
- Barry Guy / Louis Moholo / Evan Parker / Gibo Pheto / Pule Pheto: Bush Fire (Ogun, 1997)
- Bra Louis – Bra Tebs (Ogun, 2005)
- Louis Moholo-Moholo & Stan Tracey: Khumbula (Remember) (Ogun, 2005)
- Roger Smith & Louis Moholo-Moholo: The Butterfly and the Bee (2005)
- Keith Tippett, Julie Tippetts, Louis Moholo-Moholo & Canto Generàl: Viva La Black Live at Ruvo (Ogun, 2007)
- Marilyn Crispell / Louis Moholo: Sibanye (We Are One) (Intakt, 2008)
- Louis Moholo-Moholo / Dudu Pukwana / Johnny Dyani, Frank Wright: Spiritual Knowledge and Grace (2011)
- Louis Moholo-Moholo’s Five Blokes: Uplift the People (Ogun, 2018)